# 彼得里夫斯凱 (舊比利斯克區)
49°20′2″N 39°8′27″E / 49.33389°N 39.14083°E
彼得里夫斯凱（烏克蘭語：Петрівське）是位於烏克蘭東部的村莊，由盧甘斯克州舊比利斯克區的奇米里夫卡市鎮負責管轄。該村始建於1964年，面積1.06平方公里，海拔高度142米，2001年人口258，人口密度每平方公里243.4人。